# 1541 год в науке
В 1541 году произошли различные научные и технологические события, некоторые из которых представлены ниже.

## События
- Герард Меркатор создал свой первый глобус по заказу Карла V.
- 8 мая — испанский исследователь Эрнандо де Сото открыл реку Миссисипи, которую назвал «рекой Святого Духа»[1].
- 23  мая — французский исследователь Жак Картье начинает свою третью, самую неудачную экспедицию в северную Америку на пяти судах с полутора тысячами человек на борту[2].

## Публикации
- Георг Иоахим фон Ретик: «Tabula chorographica auff Preussen und etliche umbliegende lender».
- Жак Дюбуа: «In Hippocratis et Galeni Physiologiae partem anatomicam isagoge».
- Андреас Везалий: «Anatomicarum institutionum ex Galeni sententia, libri III».

## Родились
См. также: Категория:Родившиеся в 1541 году
- 12 декабря — Иоганн Баугин, швейцарский врач, миколог, ботаник (умер в 1613 году).
- Давид Ганс, еврейский раввин, просветитель, математик и астроном, ученик Моше Иссерлеса (умер в 1613 году).
- Гвюдбрандюр Тодлаукссон, исландский математик и картограф, создатель первой научной карты Исландии (умер в 1627 году)[3].

## Скончались
См. также: Категория:Умершие в 1541 году
- 24 апреля — Челио Кальканьини, итальянский гуманист, писатель, учёный-универсал, предшественник идеи Коперника о вращении Земли (род. в 1479 году).
- 24 сентября — Парацельс, швейцарский врач и алхимик (род. в 1493 году).